# Etelvino Vázquez
Etelvino Vázquez Pérez (Lugones, 8 de septiembre de 1950) es un director y actor asturiano. Licenciado en Filología Francesa por la Universidad de Oviedo y en Arte Dramático por la Escuela Superior de Arte Dramático de Sevilla, formó parte del grupo Caterva de 1968 a 1977, y de Teatro Margen de 1978 a 1984. En 1985 creó la compañía Teatro del Norte y desde entonces ha dirigido todos los espectáculos de dicha formación, en los que ha intervenido también como actor, actuando en España y otros países.

## Biografía
Etelvino nace en 1950 en la localidad asturiana de Lugones. Desde pequeño tiene una gran afición por el circo, a donde su padre le llevaba con frecuencia. Visitas al Circo Americano o el Circo Prize abrieron la imaginación del Etelvino niño. También tuvieron mucho que ver en su afición teatral las representaciones de la Compañía Asturiana de Comedias con Rosario Trabanco y Honorio García, a las que acudía con sus padres y que representaban al menos dos veces al año con su teatro en asturiano.
En los años 60, con el Concilio Vaticano II, llegan a Lugones unos curas jóvenes que empezaron a hacer festivales y es ahí donde Etelvino comienza a hacer teatro. En aquellos festivales del catecismo representaban obras en asturiano, piezas de Pachín de Melas de quien su madre le había comprado un libro con obras cortas.
No sería hasta los diecisiete años que acude por primera vez al teatro Campoamor de Oviedo y allí ve Mariana Pineda interpretada por María Dolores Pradera.
En el verano de 1968, a través de su amigo Anselmo, conoce al también dramaturgo Javier Villanueva, que había sido expulsado del Ateneo de Oviedo y a otra gente de Oviedo y Gijón que también estaban haciendo teatro. En 1969 hace su primer curso en Gijón con el director y pedagogo teatral Antonio Malonda.
Etelvino comienza una nueva etapa con el grupo Caterva. Los modelos fueron las compañías de teatro independiente Tábano y Els Joglars. En 1975 Caterva tiene un gran éxito con el estreno de Ubú rey, de Alfred Jarry, en el Teatro Alfil de Madrid. Fueron contratados para ese verano con un total de 160 funciones por toda España. Esto supuso un cambio importante en la trayectoria del director asturiano.
En 1978, Etelvino pasa a formar parte de Teatro Margen, caracterizado por la búsqueda e investigación de elementos escénicos no aceptados plenamente por el llamado teatro literario o naturalista, centrando su interés en propuestas farsescas de refinado acabado, algunas con temática asturiana y bastante irreverencia crítica.
Aún inmerso en Margen, en pleno período de la Transición, con una España que cambiaba a gran velocidad, Etelvino comienza a tener lo que él llama «una crisis teatral». En el año 1981 acude a Volterra, Italia, a un curso intensivo de dos meses con Eugenio Barba en la Escuela Internacional de Antropología Teatral y reconoce que «ese curso cambió muchos paradigmas teatrales de mi cabeza». 
En 1985, con esas nuevas ideas abandona Margen y crea Teatro del Norte. La nueva compañía tiene su “cuartel general” en Lugones. Nace como «un grupo de encuentro, un espacio de investigación y búsqueda en torno al hecho teatral».

## Teatro del Norte
El Teatro del Norte nace en 1985 con vocación de comenzar desde cero, de romper con toda la experiencia anterior. Tras diez años de experiencia profesional, primero Caterva y después Margen, y tras un revelador encuentro a las órdenes de Eugenio Barba, Etelvino siente la necesidad de un cambio. Su manera de entender el teatro había evolucionado profundamente. Se constituye así un lugar de experimentación, de confrontación con otras formas artísticas, de reflexión y aprendizaje de la práctica escénica. 
Al encontrarse en una región sin teatro, las ayudas y el reconocimiento ha evolucionado muy poco. La compañía recibió casi la misma ayuda del Principado de Asturias en 1985 y 2004. Se dio incluso un mayor reconocimiento por parte del INAEM que del propio Gobierno. En el año 2004 el Teatro del Norte realizó 96 representaciones, pero ninguna en Oviedo, Gijón ni Avilés.
Los casi treinta años de la compañía podríamos dividirlos claramente en dos grandes períodos:
Primera Etapa: Correspondería con la primera década de cimentación. El establecimiento de unos pilares ideológicos y estéticos sobre los que edificar este teatro. Se comenzó también a establecer una estrategia de cara al repertorio y se comenzó el trabajo pedagógico. Aunque la compañía había comenzado con gente joven no proveniente del mundo teatral existente en Asturias en esos años, la creación del Instituto del Teatro en octubre de 1986, del que Etelvino forma parte como profesor, cambió el rumbo del proyecto. Muchos de aquellos jóvenes se convirtieron en alumnos del Instituto y durante esa primera década la mayoría de los actores de la compañía salían del propio Instituto. De esa primera etapa quedan en la Compañía dos personas fundamentales: Ana Eva Guerra y Moisés González.
En junio de 1996 Etelvino deja de ser profesor del Instituto del Teatro y esa nueva situación cambia la realidad existente hasta ese momento. Se producen a partir de ahora cambios fundamentales.
Segunda Etapa: En este nuevo período entran nuevos actores a formar parte de la compañía, consolidándose el equipo estable actual del Teatro del Norte a finales de los años noventa.
En este momento resulta fundamental el trabajo pedagógico, tanto interno, con la consolidación de un trabajo de entrenamiento diario, como externo, con curso en Asturias, España y fuera de la propia nación, así como la creación de ENCUENTROS EN EL NORTE y los ENCUENTROS DE MUJERES EN ESCENA. Se crean también todos los trabajos de carácter pedagógico que forman el imaginario MUSEO DEL TEATRO. 
En esta segunda etapa el Teatro del Norte además de estar presente en numerosos Festivales Internacionales: Italia, Francia, Portugal, Brasil, USA, Rumania, Moldavia, Egipto, Montenegro, etc., ha establecido un esquema de repertorio que les permite estar presentes en muchos más frentes:
1. Espectáculos para público adulto donde interviene toda la compañía. Se han realizado dos tipos de trabajos, espectáculos creados por la propia compañía con temática muy variada: Sueños Negros (sobre poemas de Ángel González) o Despojados (sobre los refugios de guerra), entre otros; y lecturas de textos clásicos, antiguos y contemporáneos: Yerma, Las troyanas, Medea, Chéjov, etc.
2. Espectáculos destinados a estudiantes de Secundaria y público más generalista. 
3. Espectáculos de carácter didáctico, donde se aúna lo teatral y lo pedagógico, destinados tanto a estudiantes de teatro, alumnos de Secundaria y público interesado por el hecho teatral. Todos estos trabajos los agrupamos en lo que se conoce como MUSEO DEL TEATRO (espectáculos unipersonales que tienen que ver mucho con la biografía teatral del actor que los ejecuta) Algunos tratan de la técnica del actor y otros de autores o momentos importantes de la historia del teatro europeo.

## Estilo
El estilo o forma de trabajo del Teatro del Norte no es algo especialmente buscado, sino algo impuesto por la propia circunstancia teatral. La itinerancia constante ha obligado a crear: 
- Espectáculos con pocos actores.

- Espectáculos con poca escenografía.

- Espectáculos de montaje y desmontaje rápido.

- Espectáculos basados fundamentalmente en el actor (a veces poco competitivos frente al teatro imperante)

- Espacio de actuación siempre el mismo (la propia compañía lleva consigo luces y sonido)

- Soluciones dramatúrgicas: primacía del signo corporal frente al signo verbal (producto del entrenamiento cotidiano de sus actores), espectáculos donde la palabra es utilizada no solo por su contenido semántico, sino por todo lo demás que comparte cualquier sonido que se emite en un escenario.

- Técnica del collage, al tratarse de espectáculos que parten de las aportaciones de los actores y no de textos preestablecidos y cuando estos se utilizan, como es el caso de los clásicos, también sufren un proceso de adaptación o de desmontaje que a veces trae consigo el uso solo de las palabras de dichos textos y no de las situaciones, pues las situaciones son creadas por los actores.

- Presencia constante de la música (creadora de espacios emotivos)

## Espectáculos de Teatro del Norte
- 1985:
  - Malas noticias acerca de mí mismo, de Etelvino Vázquez y con dirección de Jesús Pérez y Etelvino Vázquez.
  - Valle-Inclán, espectáculo pedagógico sobre don Ramón del Valle-Inclán. Este espectáculo forma parte del Museo del Teatro.
  - Los Principios del Actor, demostración de carácter pedagógico sobre el uso del cuerpo en situación de representación. Este espectáculo forma parte del Museo del Teatro.

- 1986: Carlota Corday, espectáculo creado y dirigido por Etelvino Vázquez.

- 1987: Viaje al profundo Norte, espectáculo creado y dirigido por Etelvino Vázquez.

- 1988: El mío Coito o la épica del BUP de Maxi Rodríguez. Dirigido por Etelvino Vázquez.

- 1989:
  - Devocionario, espectáculo creado y dirigido por Etelvino Vázquez.
  - El retablillo de Don Cristóbal de Federico García Lorca, dirigido por Etelvino Vázquez.
  - La Comedia del Arte, espectáculo de carácter pedagógico. Forma parte del Museo del Teatro.

- 1990: Yerma de Federico García Lorca.

- 1991:
  - La Tragedia de Edipo, a partir de Sófocles. Dirigido por Etelvino Vázquez.
  - Troyanas, a partir de Euripides. Dirigido por Etelvino Vázquez.

- 1992: Mi Padre, espectáculo creado y dirigido por Etelvino Vázquez.

- 1993:
  - Rincón Oscuro, espectáculo creado y dirigido por Etelvino Vázquez.
  - ¡Tierra a la vista!, espectáculo creado y dirigido por Etelvino Vázquez a partir de Memorias del fuego de Eduardo Galeano.

- 1994: Medea, de Eurípides y Séneca en adaptación de José Luis García Martín. Dirigido por Etelvino Vázquez.

- 1995:
  - Lorca, espectáculo compuesto por obras cortas de Federico García Lorca. Dirigido por Etelvino Vázquez.
  - Las Voces de la Voz, espectáculo demostración sobre el uso de la voz en situación de representación. Forma parte del Museo del Teatro.
  - Laberinto, espectáculo creado a partir de Chéjov e Ibsen. Dirigido por Etelvino Vázquez.

- 1996: Sueños negros, sobre poemas de Ángel González.

- 1997:
  - Aventuras y desventuras de Lázaro de Tormes, dirigido por Etelvino Vázquez.
  - Pasajero de las sombras, espectáculo creado y dirigido por Etelvino Vázquez.

- 1998: Despojados, espectáculo creado y dirigido por Etelvino Vázquez.

- 1999: Antígona, de Sófocles. Dirigido por Etelvino Vázquez. Premio Asturias de Teatro a la mejor dirección.

- 2000: Solos, espectáculo creado y dirigido por Etelvino Vázquez. Premio Asturias de Teatro a Ana Morán como mejor intérprete femenina.

- 2001:
  - Hielo que Quema, espectáculo demostración sobre el uso de la emoción en situación de representación. Forma parte del Museo del Teatro.
  - Los Caminos Secretos del Actor, espectáculo demostración sobre el uso de la acción en situación de representación. Forma parte del Museo del Teatro.
  - Federico García Lorca, espectáculo didáctico sobre el teatro de Lorca y sus diferentes estilos. Forma parte del Museo del Teatro.

- 2002: Doña Rosita la soltera, de Federico García Lorca. Dirigido por Etelvino Vázquez.

- 2003: Hotel Europa, espectáculo creado y dirigido por Etelvino Vázquez

- 2004:
  - El viejo celoso, de Miguel de Cervantes. Dirigido por Etelvino Vázquez. Premio Asturias de Teatro al mejor espectáculo, mejor dirección, mejores intérpretes femenino y masculino a Ana Morán y Moisés González, y mejor vestuario a Manuela Caso. Finalista a los premios Max 2005 en la modalidad de espectáculo revelación.
  - La gramática del actor, demostración de carácter pedagógico sobre el arte de la actuación.

- 2005:
  - La sombra de Ifigenia, espectáculo creado y dirigido por Etelvino Vázquez.
  - Iberia, espectáculo creado y dirigido por Etelvino Vázquez.
  - El actor iconográfico, espectáculo demostración sobre el trabajo del actor con la iconografía de Goya. Forma parte del Museo del Teatro.
  - La más fuerte, de Strindberg. Dirigido por Etelvino Vázquez.

- 2006:
  - Georgina, espectáculo para niños creado a partir de textos de Rafael Alberti y Gloria Fuertes. Dirigido por Etelvino Vázquez.
  - La sangre de Macbeth, espectáculo creado a partir del Macbeth de Shakespeare. Dirigido por Etelvino Vázquez
  - ¿Para cuándo son las reclamaciones diplomáticas? de Valle-Inclán. Dirigido por Etelvino Vázquez.

- 2007:
  - Retablo, espectáculo que muestra la relación entre Valle-Inclán y Federico García Lorca. Dirigido por Etelvino Vázquez.
  - Historias de Martín de Villalba de Lope de Rueda. Dirigido por Etelvino Vázquez.

- 2008: Emma de Maxi Rodríguez. Dirigido por Etelvino Vázquez. Coproducción entre el Teatro del Norte y Cecilia Hopkins de Argentina.

- 2009: Vania, la realidad y el deseo de Antón Chéjov. Dirigida por Etelvino Vázquez

- 2010: La zapatera prodigiosa de Federico García Lorca. Dirigida por Etelvino Vázquez

- 2011: Muerte de un poeta: Federico García Lorca. Dramaturgia y dirección de Etelvino Vázquez

- 2012:
  - Homenaje a Valle-Inclán: Martes de Carnaval. Dramaturgia y dirección de Etelvino Vázquez.
  - Yo, Edipo, dramaturgia y dirección Etelvino Vázquez.

- 2013: Mariana Pineda de Federico García Lorca. Dirigida por Etelvino Vázquez.

- 2014: Casa de muñecas de Henrik Ibsen. Dirigida por Etelvino Vázquez.
- 2015: 
  - Yerma de Federico García Lorca. Dirigida por Etelvino Vázquez.
  - El lazarillo de Tormes. Dirigida por Etelvino Vázquez.
- 2016:
  - Elektra. Dirigida por Etelvino Vázquez. Premio Oh¡ al mejor espectáculo 2016.
  - La mujer perdida, Dirigida por Etelvino Vázquez.
  - La memoria de Federico, en coproducción con la compañía argentina Fervor de Buenos Aires. Dirección Etelvino Vázquez.
- 2017: El amor de don Perlimplin con Belisa en su jardín de Federico García Lorca. Dirección Etelvino Vázquez.
- 2018:
  - La Gaviota de Antón Chejov. Dirigida por Etelvino Vázquez.
  - Mujeres, Sófocles, Lorca, Ibsen, Chejov. Dirigida por Etelvino Vázquez.
- 2019:
  - Retablo de la avaricia, la lujuria y la muerte de Valle-Inclán. Dirigida por Etelvino Vázquez.
  - IN MEMORIAM: Federico García Lorca 1898-1936. Dramaturgia y dirección de Etelvino Vázquez.
- 2020: La Xirgu, dramaturgia, dirección e interpretación de Etelvino Vázquez.
- 2021: MEDEA, la extranjera. Dramaturgia y dirección Etelvino Vazquez.

## Ópera
- 1993: Macbeth de Verdi en las Temporadas de Ópera de Oviedo y La Coruña.

## Zarzuela
- 2008: Agua, azucarillos y aguardiente y La Gran Vía de Federico Chueca.

## Encuentros
- Desde 1999 organiza los Encuentros en el Norte que todos los años se celebran en Infiesto.

- Desde el año 2000 organiza los Encuentros con Mujeres en Escena, que todos los años se celebran en Lugones.

- En el año 2010 organiza el I Encuentro de Creadores de Tradiciones.

## Publicaciones
- 2007: El tiempo inmóvil, sobre su práctica teatral en los últimos veinte años.
- 2018: Una escuela a la intemperie. Mi método de aprendizaje actoral.

## Premios
- Premio al mejor Director de Teatro Profesional de Asturias en la I Gala del Teatro Asturiano, diciembre de 2000.

- Premio Asturias de Teatro a toda su trayectoria, en la II Gala del Teatro Asturiano, diciembre de 2001.

- Finalista de los Premios Max en 2001 por El caballero de Olmedo.

- Premio Max por Círculo como mejor espectáculo en lengua gallega de 2003.

- Finalista de los Premios Max 2005 por El viejo celoso.

- Premio Max al mejor espectáculo en lengua gallega con Emigrados en 2008.

- Finalista con Emigrados de los premios María Casares, premios del Teatro Gallego, en 2008.

- Mejor director en 2012 por El alma de la melodía en los Premios Oh! del teatro asturiano.

- Mejor director en 2013 por Mariana Pineda en los Premios Oh! del teatro asturiano.

- Mejor espectáculo en 2016 por Elektra en los Premios Oh! del teatro asturiano.